# 本光寺 (和歌山市)
本光寺（ほんこうじ）は、和歌山県和歌山市吹上にある日蓮宗の寺院。山号は法性山。旧本山は京都妙覚寺、親師法縁。赤門寺として知られる。

## 歴史
天正19年（1591年）妙覚寺の日典を開山に創建。元和3年（1617年）日栄が現在地に移転し中興する。昭和20年（1945年）和歌山大空襲で諸堂を焼失した。

## 境内
- 山門　元禄14年（1702年）建立。赤門として知られ空襲による焼失を免れた。

## 参考資料
- 日蓮宗寺院大鑑編集委員会『宗祖第七百遠忌記念出版 日蓮宗寺院大鑑』 大本山池上本門寺 (1981年)
- 紀伊国名所図会